# Tricarinodynerus bequaerti
Tricarinodynerus bequaerti är en stekelart som beskrevs av Schout. 1919. Tricarinodynerus bequaerti ingår i släktet Tricarinodynerus och familjen Eumenidae. Inga underarter finns listade i Catalogue of Life.